# HtoL＃NiQ -ホタルノニッキ-
『htoL#NiQ -ホタルノニッキ-』は、日本一ソフトウェアより2014年6月19日に発売されたアクションゲーム。

## 概要
「光」と「影」の２つの視点を切り替えながら少女を誘導し、廃墟の中を探索していくタッチ操作型のアクションゲーム。
絵本のような暖かな雰囲気のグラフィックと、「死」をテーマとした陰鬱で残酷な世界観や難易度が高めのアクション要素とのギャップがこのゲームの特徴である。
キャッチコピーは「廃墟と少女、そして廻る死」。
公式サイトにて、坂本真綾による朗読ムービーが全3回公開されている。
2016年4月26日に第2作として『ロゼと黄昏の古城』が発売し、シリーズ化する。
日本一ソフトウェアの子会社であるNIS Americaによりローカライズされ、北アメリカと欧州でも「htoL#NiQ: The Firefly Diary」のタイトルで発売されている。

## あらすじ
西暦9999年12月31日
暗い廃墟の底で少女・ミオンは目覚めた。
自分が置かれている状況が理解できずに戸惑っている中、偶然見つけた2匹のホタルの光に何かを感じたミオンは、その光に導かれるままに廃墟の中を進んでいく。

## システム
- 本作のシステムの特徴として、プレイヤーがミオンを直接操作するのではなく、彼女の傍にいる「ホタル」と「カゲホタル」をタッチ操作(PC版ではキーボードとマウス)で操り、ミオンの誘導やトラップの解除を行っていく。
- 「ホタル」の操作によってミオンを誘導したり、はしごを登るなどのアクションを誘発させたりすることができる。
- 「カゲホタル」は、ホタルの光で投影された影の中の世界を自在に移動でき、その中からオブジェクトを操作してギミックを作動させることができる。オブジェクトの影を伝って移動するため、場合によっては影と影の繋がりが重要となる。
- 敵と接触したり、トラップにはまってしまうとミオンが死んでしまう。
- 廃墟の中には、傘などのミオンのアクションに関係するオブジェクトも存在する。
- 廃墟の各場所に落ちている、ピンク色の芽のような形をした「記憶のカケラ」をミオンに拾わせることで、彼女の過去の記憶が少しずつ明らかになっていく。

## 登場人物
ミオン
本作の主人公である少女。頭部に木の枝のような2本の角が生えている。目覚める前の記憶を失っており、ホタルの光を頼りに廃墟からの脱出を目指す。
ホタル
プレイヤーの分身となる、淡い緑色に光るホタル。2枚の羽が生えた照準のような外見をしている。ミオンに寄り添い、彼女を外の世界へ導こうとするが、その理由は不明。
カゲホタル
もう１つのプレイヤーの分身である赤紫色に光るホタル。ホタルとは違って羽は生えておらず、おぼろげな光球のような外見をしている。普段はミオンの影の中に潜んでおり、ホタルと同様に彼女を外の世界へ導こうとする。

## スタッフ
- キャラクターデザイン - 古谷優幸
- 音楽 - 杉江一